# Kursunkijärvi
Kursunkijärvi är en sjö i Finland. Den ligger i kommunen Rovaniemi i landskapet Lappland, i den norra delen av landet, 700 km norr om huvudstaden Helsingfors. Kursunkijärvi ligger 88,4 meter över havet. Den är 10,5 meter djup. Arean är 98,7 hektar och strandlinjen är 6,9 kilometer lång. Sjön  ingår i Kemi älvs huvudavrinningsområde. 